# Dědov
Dědov (německy Nieder Mohren) je malá vesnice, část města Teplice nad Metují v okrese Náchod. Nachází se asi 3,5 km na jihovýchod od Teplic nad Metují. Prochází tudy železniční trať Týniště nad Orlicí – Meziměstí. V roce 2009 zde bylo evidováno 42 adres. V roce 2001 zde trvale žilo 48 obyvatel.
Dědov je také název katastrálního území o rozloze 1,83 km2.

## Historie
První písemná zmínka o obci pochází z roku 1406.

## Pamětihodnosti
- smírčí kříž u cesty z Dědova do Police.[7]
- Kaple svaté Anny, prostá barokní stavba z roku 1755[7]
- Zaniklá křížová cesta západně od vsi ve stráni[7]

## Galerie

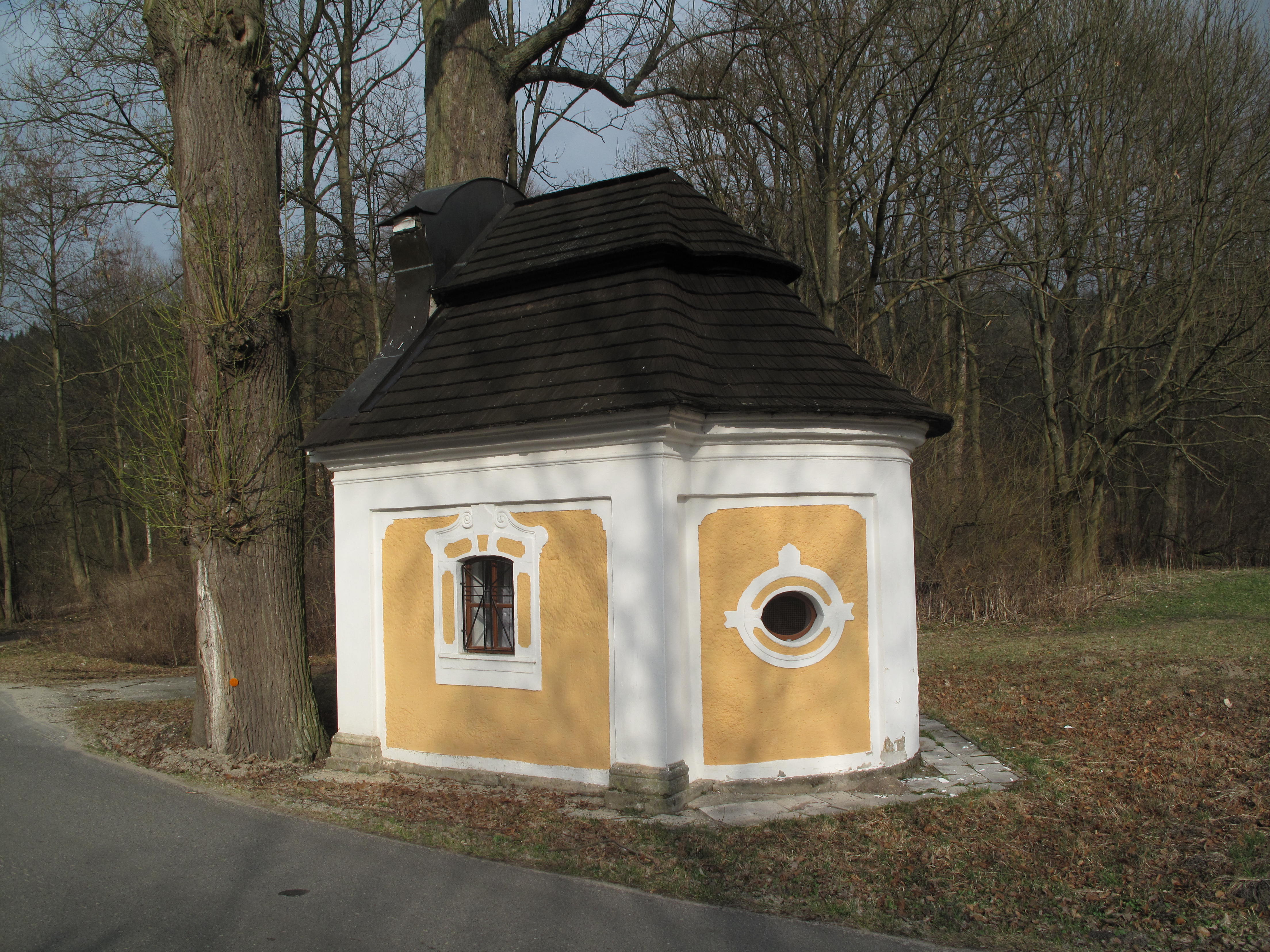
Památkově chráněná kaple svaté Anny
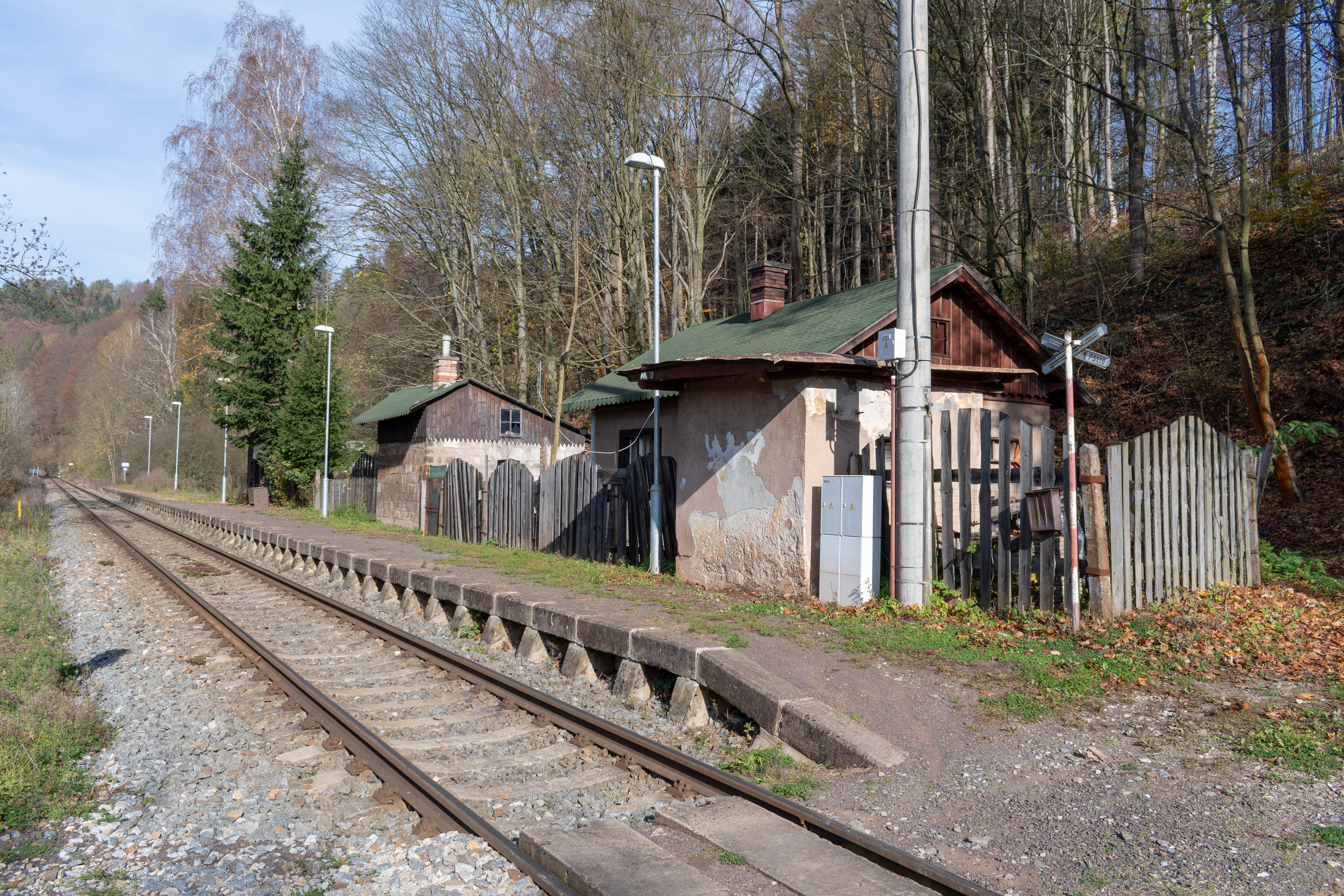
Železniční zastávka Dědov
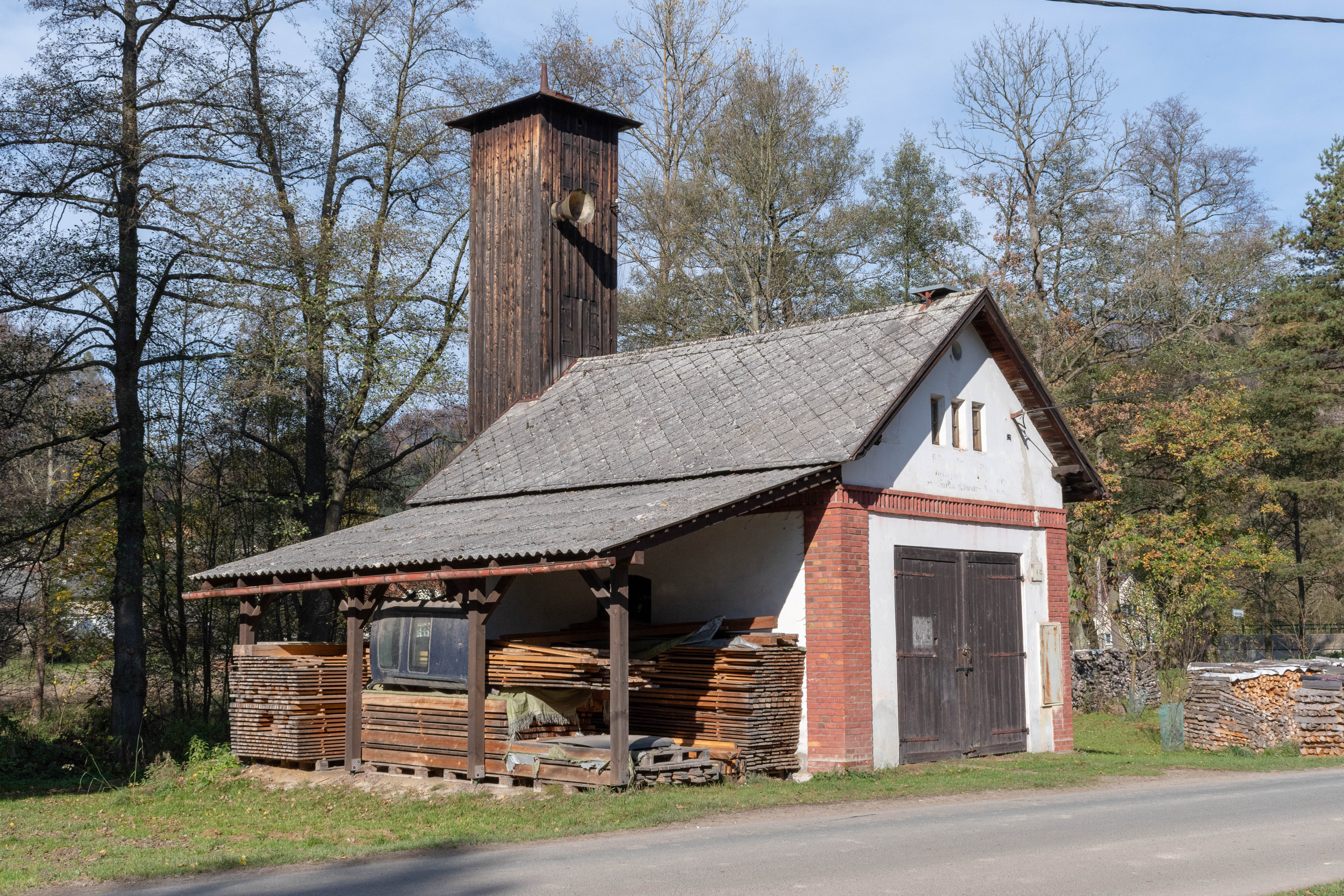
Bývalá hasičská zbrojnice